# 石坂繁
石坂 繁（いしざか しげる、1893年（明治26年）1月24日 - 1972年（昭和47年）12月31日）は、日本の政治家、弁護士。衆議院議員（6期）。熊本市長（3期）。

## 経歴
熊本市生まれ。熊本県立中学済々黌から東京帝国大学法学部を卒業。
1936年の総選挙で熊本1区から国民同盟で立候補し、初当選。以後、途中公職追放によるブランクや落選を挟んで通算6期衆議院議員を務めた。
国政の傍ら、1945年には第12代熊本市長を兼任し翌年まで1期務め、また高橋守雄の懇請によって東洋語学専門学校の初代理事長となる。1958年の第2次岸内閣では農林政務次官を務めている。1960年の総選挙で次点で落選。
1963年1月4日、熊本市長だった坂口主税が熊本県知事選挙に立候補するため任期途中で辞職。坂口の辞職に伴って同年2月15日に行われた市長選挙に立候補し、当選した。なお、石坂の地盤を継ぐ格好で野田武夫が神奈川2区から選挙区を鞍替えしている。
1965年（昭和40年）4月の春の叙勲で勲四等から勲二等に叙され、旭日重光章を受章する。
市長3期目の任期途中の1970年11月26日に辞職。1972年12月31日、死去した。79歳没。翌1973年1月26日、特旨を以て位七級を追陞され、死没日付をもって従七位から正四位に叙され、銀杯一組を賜った。

## 著書
- 『これからの農政』
- 『慨世小言』（日本談義社、1969年12月）
- 『郷土の先哲を偲ぶ』（熊本県教育研究協議会、1969年1月）
- 『玄石詩抄』（1968年）
- 『市長随想』（1967年）